# Енергетика Танзанії
Енергетика Танзанії — енергетичний комплекс об'єднаної республіки Танзанія. Незважаючи на те, що країна володіє різноманітними енергоресурсами, близько 92 % енергосистеми пов'язано з використанням деревини як дров. Іншими важливими елементами системи є гідроенергетика (2 %) і паливна енергетика, зокрема нафтопродукти (7 %). До практично не використовуваних енергетичних ресурсів країни належать природний газ і вугілля, сонячна, геотермальна і вітрова енергії.
Танзанія відчуває брак електроенергії, яка дуже залежить від системи гідроелектростанцій. Через проблеми з посухою в країні робота ГЕС нестійка і ненадійна.
Енергетична політика країни проводиться Міністерством енергії і мінералів (Ministry of Energy and Minerals) уряду Танзанії. Основними компаніями є TANESCO, ZECO.

## Електроенергетика

### Історія
Перша загальнодоступна електрика з'явилася в Танзанії в Дар-ес-Саламі під час німецької колонізації в 1908 році. Електроенергія витрачалась на роботи з будівництва залізниці і міські квартали для колонізаторів. У 1920 році, після того як територія відійшла Великій Британії, було сформовано урядовий департамент з електрики, основним завданням якого було управління енергетичними ресурсами, залишеними німцями.
У 1931 році уряд передав електроенергетику в приватний сектор компаніям Tanganyika Electric Supply Company Ltd (TANESCO) і Dar es Salaam and District Electric Supply Company Ltd (DARESCO). Після оголошення незалежності країни в 1961 році уряд почав викуповувати акції приватних компаній, і до 1975 року енергетичний сектор перейшов до держави.
12 лютого 1948 року уряди Танзанії та Кенії і компанія TANESCO підписали експортну угоду, що діяла до 1965 року.

### Поточний стан
В даний час[коли?] електрику отримує близько 10 % жителів країни. Основними споживачами електрики є жителі міст, зокрема 50 % йде в Дар-Ес-Салам.
Загальна потужність системи складає 773 МВт, з яких 71 % припадає на гідроенергетику. На території країни розташовано шість гідроелектростанцій. Найбільший гідроенергетичний комплекс в країні включає станції Мтера і Кідату і розташований на річці Велика Руаха.
Установча[прояснити] потужність шести дизельних електростанцій, пов'язаних з електричною системою країни становить 80 МВт, проте в зв'язку з низкою технічних проблем робоча потужність — 35 МВт. У багатьох регіонах, зокрема Кігома, Мтвара, Лінді, Ньомбе, Мафія, Мпанда, Тундуру, Сонгеа, Лівале, Іквірірі, Масаси і Кілва-Масоко, діють автономні дизельні електростанції загальною потужністю 15 МВт (при установчій потужності 31 МВт).
Термальна енергетика включає в себе дві електростанції, одна з яких, Тегета, належить приватній енергетичній компанії Independent Power Tanzania Limited (IPTL). Її потужність становить 100 МВт. Друга термальна електростанція, Убунго, належить компанії TANESCO. До 2004 року станція керувалася компанією Songas. Потужність станції становить 112 МВт. Низка потужностей, які виробляють близько 30 МВт енергії, перебувають в ізольованому районі і не входять в основну електричну мережу.

### Електростанції
В даний час[коли?] у Танзанії діє шість гідроелектростанцій, стільки ж дизельних електростанцій, дві газотурбінні і одна термальна:
| Назва електростанції | Оператор              | Тип          | Область | Потужність | Дата введення і останньої реконструкції |
| -------------------- | --------------------- | ------------ | ------- | ---------- | --------------------------------------- |
| Дар-ес-Салам         | PAP                   | дизельна     |         |            |                                         |
| Додома               |                       | дизельна     |         |            |                                         |
| Хале                 |                       | гідро        |         | 21         |                                         |
| Кідату               |                       | гідро        |         | 204        |                                         |
| Ловер-Кіхансі        |                       | гідро        |         | 180        |                                         |
| Мбея                 |                       | дизельна     |         |            |                                         |
| Мтера                |                       | гідро        |         | 80         |                                         |
| Мусома               |                       | дизельна     |         |            |                                         |
| Мванза               |                       | дизельна     |         |            |                                         |
| Пангані-Фоллс        |                       | гідро        |         | 68         |                                         |
| Сонго-Сонго          |                       | газотурбінна |         | 100        |                                         |
| Нʼюмба-я-Мунгу       |                       | гідро        |         | 8          |                                         |
| Табора               |                       | дизельна     |         |            |                                         |
| ТЕС Убунго (Tanesco) | Tanesco               | газотурбінна |         | 100        | 2007                                    |
| ТЕС Убунго (Sonagas) | Symbion Power Limited | газотурбінна |         | 120        | 2011                                    |
| Вазо-Хілл            |                       | термальна    |         |            |                                         |
| ТЕС Тегета           | Tanesco               | газотурбінна |         | 45         | 2011                                    |
| ТЕС Kinyerezi-1      | Tanesco               | газотурбінна |         | 150        | 2015                                    |
| ТЕС Kinyerezi-2      | Tanesco               | газотурбінна |         | 240        | 2018                                    |

### Електромережі
Електромережами материкової Танзанії управляють компанії Mtwara Transmission and Distribution Company Ltd і TANESCO. Основні електричні лінії:
- лінія 200 кВ протяжністю 2986 км;
- лінія 132 кВ протяжністю 1971 км;
- лінія 66 кВ протяжністю 554 км.

Перша електромережа була побудована за підтримки уряду Канади в 1975 році і з'єднала Кідату і Дар-ес-Салам. У тому ж році було побудовано лінію між ГЕС в Хейлі і підстанцією в Моші. У 1983 році станцію Кідату було з'єднано із західними регіонами Ірінга і целюлозно-паперовим комбінатом в Муфінді.

## Паливна енергетика
Паливний енергетичний сектор є важливою ланкою в економіці Танзанії, оскільки приносить 55 % іноземних надходжень країни. Тим часом, розвідка і видобуток нафти ведеться на площі 222 000 км. В даний час[коли?] запаси природного газу оцінюються в 2 трильйони футів³.
У Танзанії ведеться розробка двох нафтових родовищ: Мназі-Бей в затоці Мназі і Сонго-Сонго на південному узбережжі країни, крім того діє нафтопереробний завод Тайпер. Поряд з місцевими нафтогазовими компаніями в країні розгорнуто відділення таких великих галузевих компаній як BP, Agip, Shell, AES.
Видобуток нафти і газу регулюється актом про нафту 1980 року (Petroleum (Exploration and Production) Act 1980) і актом про національні інвестиції 1990 року (National Investment (Promotion and Protection) Act 1990).

## Енергетика відновлюваних джерел
З початку 2008 року Tanzania's Energy Development and Access Expansion Project (TEDAP) за підтримки Rural Energy Agency веде роботи з розвитку малих проектів використання поновлюваних джерел енергії. Первинні очікування проекту становили 17 МВт енергії, разом з тим, до квітня 2010 року було запропоновано близько 80 потенційних проектів, 22 з яких, загальною потужністю 78 МВт, отримали схвалення спонсорів.
У Танзанії існує проблема довгострокового і середньострокового фінансування малих проектів, зокрема в галузі енергетики, оскільки можливості фінансового сектора країни обмежені. Ці проблеми посилила світова фінансова криза. Разом з тим, Танзанія анонсувала плани щодо роботи над двома проектами в області Сінгіда, розташованій у центрі країни. За оцінками уряду реалізація проектів може привести до створення додаткових потужностей обсягом 100 МВт, що становить понад 10 % від поточних енергетичних показників.